# Бурсье, Франсуа Антуан Луи
Франсуа Антуан Луи Бурсье (фр. François Antoine Louis Bourcier; 1760—1828) — французский военный деятель, дивизионный генерал (1794 год), граф (1808 год), участник революционных и наполеоновских войн. Имя генерала выбито на Триумфальной арке в Париже.

## Биография
Родился в семье капитана кавалерии Жан-Франсуа Бурсье (фр. Jean Francois Bourcier) и его супруги Марии Гаранже (фр. Marie Francoise Garanger). Получил довольно хорошее образование в иезуитском колледже в Нанси. 2 марта 1772 года поступил на военную службу драгуном в Королевский легион. 15 января 1780 года произведён в бригадиры егерей Пикардии. 24 сентября 1784 года стал аджюданом полка. 26 мая 1788 года получил почётную должность знаменосца. 10 сентября 1789 года стал квартирмейстер-казначеем. 1 января 1791 года Пикардийский полк стал 7-м конно-егерски полком.
7 июня 1792 года назначен адъютантом герцога д’Эгильона. 25 февраля 1793 года переведён помощником начальника штаба генерала Кюстина в Рейнской армии. Участвовал в экспедиции на Майнц. 8 марта 1793 года получил звание командира батальона штаба. 20 октября 1793 года был произведён в бригадные генералы, и через два дня назначен временным начальником штаба Рейнской армии.
18 апреля 1794 года Бурсье получил новое повышение, и стал дивизионным генералом. Однако 9 июля он был отстранен от этих функций представителями народа при Рейнской армии и арестован 9 августа; освобождённый в тот же день, он был окончательно восстановлен в своих функциях 10 августа и утверждён в звании дивизионного генерала 13 июня 1795 года. С 23 октября 1795 года командовал 3-й дивизией Рейнско-Мозельской армии, а с 31 мая 1796 года – 5-й дивизией. 30 июня 1796 года возглавил резервную кавалерию Рейнской армии. 3 августа 1797 года стал генеральным инспектором кавалерии Рейнско-Мозельской армии. Отличился в сражении 3 сентября 1797 года при Ингольштадте, 18 сентября 1798 года назначен генеральным инспектором кавалерии Майнцской и Гельветической армий. В апреле 1799 году участвовал в подавлении восстания в Андрии.
28 июля 1799 года в Понт-а-Муссоне женился на Марие ван Олденсел (фр. Marie Isabelle Electre Adélaïde van Oldencel; 1779—1855), от которой имел четырёх дочерей и сына.
В декабре 1799 года стал генеральным инспектором правого крыла генерала Лекурба в Рейнской армии. В 1800 году выполнял те же функции во всей Рейнской армии.
27 декабря 1802 года стал членом Военного административного совета. 13 декабря 1803 года возглавил лёгкую кавалерию в военном лагере Сент-Омер.

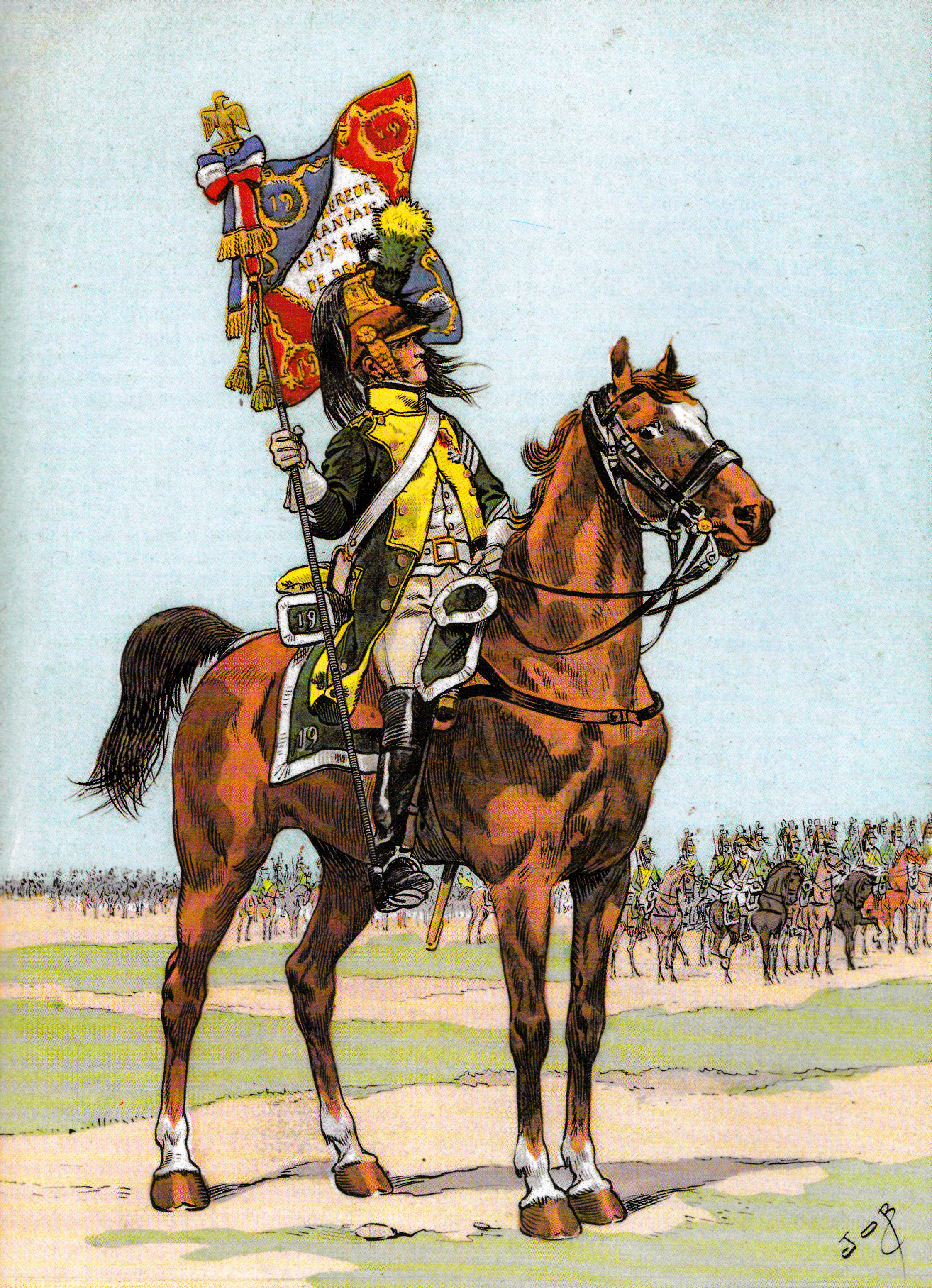
Орлоносец 19-го драгунского полка в 1805 году, художник Жоб.

24 августа 1805 года возглавил 4-ю драгунскую дивизию в составе резервной кавалерии Великой Армии. Участвовал в Австрийской кампании 1805 года. В начале кампании дивизия Бурсье была передана под командование маршала Нея и 11 октября была направлена к Гюнцбургу, чтобы двинуться в сторону Ульма. Со своей стороны, бригада Саюка (15-й и 17-й драгунские) сопровождала пехотную дивизию генерала Дюпона и в этом качестве участвовала в бою при Хаслах-Юнгингене, где понесла тяжёлые потери против австрийской кавалерии. В свою очередь, Бурсье, с остальной частью дивизии, отличился 14 октября в битве при Эльхингене, усилив войска маршала Нея. Пока его драгуны преследовали отступающую австрийскую пехоту, пять эскадронов австрийских кирасиров контратаковали и погнали французских кавалеристов, но они были остановлены артиллерийским огнём, а затем окружены и разорваны на куски ответным наступлением драгун Бурсье. Затем драгуны присоединяются к преследованию поверженных врагов и прорывают пехотный полк, построенный в каре. После капитуляции основных сил австрийской армии под Ульмом 4-я драгунская дивизия была назначена для охраны коммуникаций. Однако 28 ноября, когда намечалось широкомасштабное противостояние с австро-русскими, Бурсье получил приказ собрать основную часть своей дивизии. Прибыв 1 декабря в Райгернское аббатство с дивизией Фриана, его кавалерия в 9 часов утра прискакала на поле Аустерлицкого сражения. В это время французская пехота только что была изгнана из деревни Тельниц энергичным штурмом союзных войск. Затем Бурсье двинулся вперёд с тремя драгунскими полками, оставив остальную часть своей дивизии охранять свои пути сообщения в Райгерне. Видя, как австрийская кавалерия жестоко обращается с пехотой, он повёл своих людей в атаку. Его драгуны были встречены выстрелами картечи, в результате которых несколько всадников и их лошадей были убиты или ранены, но, по словам генерала, «огонь русских пушек принес бы нам больше вреда, если бы он был лучше направлен». Эта атака ненадолго отбивает атакующих и дает французской пехоте время перестроиться.

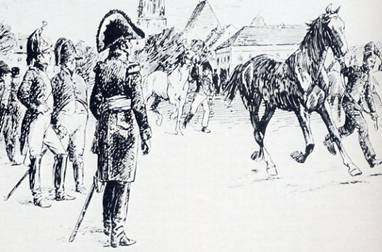
Лошади сдают выпускной экзамен перед генералом Бурсье.

16 мая 1806 года был отозван в Париж. 11 июля 1806 года заменён во главе дивизии генералом Саюком. 29 сентября прибыл в расположение Великой Армии и 14 октября участвовал в Йенском сражении. 28 октября был назначен генеральным инспектором кавалерии этой армии, комендантом кавалерийского депо в Потсдаме, а также сменил генерала Удино во главе пеших драгун, с задачей превратить их в адекватное кавалерийское соединение.
10 марта 1808 года получил дотацию в 25000 франков ежегодной ренты с Вестфалии и ещё 25000 франков с Ганновера. 27 ноября 1808 года был назначен комендантом кавалерийского депо Армии Испании. 25 апреля 1809 года прибыл в Аугсбург, где возглавил кавалерийское депо Армии Германии. Участвовал в Австрийской кампании 1809 года, сражался при Ваграме. В ноябре возглавил кавалерийское депо в Пассау. В январе 1810 года назначен комендантом кавалерийского депо Армии Испании в Байонне. 24 февраля 1810 года отозван и присоединился к Государственному совету. С 31 августа 1810 года без служебного назначения. 12 января 1812 года стал комендантом кавалерийского депо в Ганновере, 17 декабря 1812 года – комендант кавалерийского депо в Кёнигсберге. 19 марта 1813 года — комендант кавалерийского депо в Магдебурге, отличился при обороне крепости, после её капитуляции попал в плен к пруссакам и возвратился во Францию только в июле 1814 года.
1 января 1815 года — генеральный инспектор кавалерии в 8-м военном округе. Во время «Ста дней» присоединился к Императору и 12 апреля 1815 года занял пост генерального коменданта ремонтного депо в Версале. После второй реставрации Бурбонов оставался с 4 сентября 1815 года без служебного назначения и 1 января 1816 года вышел в отставку. С 4 октября 1816 года по 25 февраля 1824 года был членом Палаты депутатов от департамента Мёрт. В 1817 году призван в Государственный совет в качестве королевского комиссара по военным поставкам.
Он умер 8 мая 1828 года в Виль-о-Вале и был похоронен в часовне замка. Его имущество перешло к его дочери, графине Фрежвиль. По словам Бежена, Бурсье «был скорее администратором, чем стратегом». Историк Анри Уссе резко раскритиковал его деятельность в 1815 году на посту начальника Версальского депо, назвав его «формалистом, рабом правил, останавливающимся на мелочах». Американский полковник Джон Элтинг, признавая «перфекционистский» характер Бурсье, тем не менее видел в нём «выдающегося наездника, энергичного, умелого и неутомимого, известного своим очень хорошим знанием кавалерийской службы в целом, но справедливо опасающегося за его холодность и резкие слова» . Другой историк, Фернан Бокур, говорит о нём, что он был честный и добрый человек, во многом способствовавший хорошей работе французской кавалерии при Империи.

## Воинские звания
- Драгун (2 марта 1772 года);
- Бригадир (15 января 1780 года);
- Бригадир-фурьер (20 января 1784 года);
- Младший лейтенант (26 марта 1788 года);
- Командир батальона штаба (8 марта 1793 года);
- Бригадный генерал (20 марта 1793 года, утверждён 13 апреля 1794);
- Дивизионный генерал (18 апреля 1794 года, утверждён 13 июня 1795 года).

## Титулы
- Граф Бурсье и Империи (фр. comte Bourcier et de l'Empire; декрет от 19 марта 1808 года, патент подтверждён 29 июня 1808 года в Байонне)[2].

## Награды
Легионер ордена Почётного легиона (11 декабря 1803 года)
 Великий офицер ордена Почётного легиона (14 июня 1804 года)
 Кавалер военного ордена Святого Людовика (19 июля 1814 года)